# Северский дендросад
Северский дендросад — дендрарий в Екатеринбурге, в посёлке Северка. Заложен в 1967 году на территории Учебно-опытноrо лесхоза УЛТИ, как научная коллекция и учебная база для студентов.

## Описание
Площадь дендрария 4 га, вместе с находящимся поблизости селекционным участком 6 га. В коллекции насчитывается 15 семейств, 96 видов древесных растений. Здесь же расположена прививочная плантация кедра сибирского, географические посадки (из семян различного географического происхождения) лиственницы Сукачева и лиственницы сибирской, сосны обыкновенной, а также плантация гибридных тополей.

## Охранный статус
Дендросад с 1975 года является памятником природы, позднее получил статус дендрария. Границы объекта соответствуют границам выдела 16 квартала 39 Паркового участка Северского участкового лесничества Билимбаевского лесничества. Режим охраны определён Постановлениями правительства Свердловской области от 17.09.2014 № 799-ПП и от 12.11.2020 № 828-ПП.